# Syspasis pumilio
Syspasis pumilio là một loài tò vò trong họ Ichneumonidae.